# Киви, Антеро
Лаури Антеро Киви (фин. Lauri Antero Kivi; 15 апреля 1904 — 29 июня 1981) — финский легкоатлет, призёр Олимпийских игр.
Лаури Антеро Киви родился в 1904 году в Оривеси (Великое княжество Финляндское). В 1928 году на Олимпийских играх в Амстердаме он завоевал серебряную медаль в метании диска. 